# Falcons

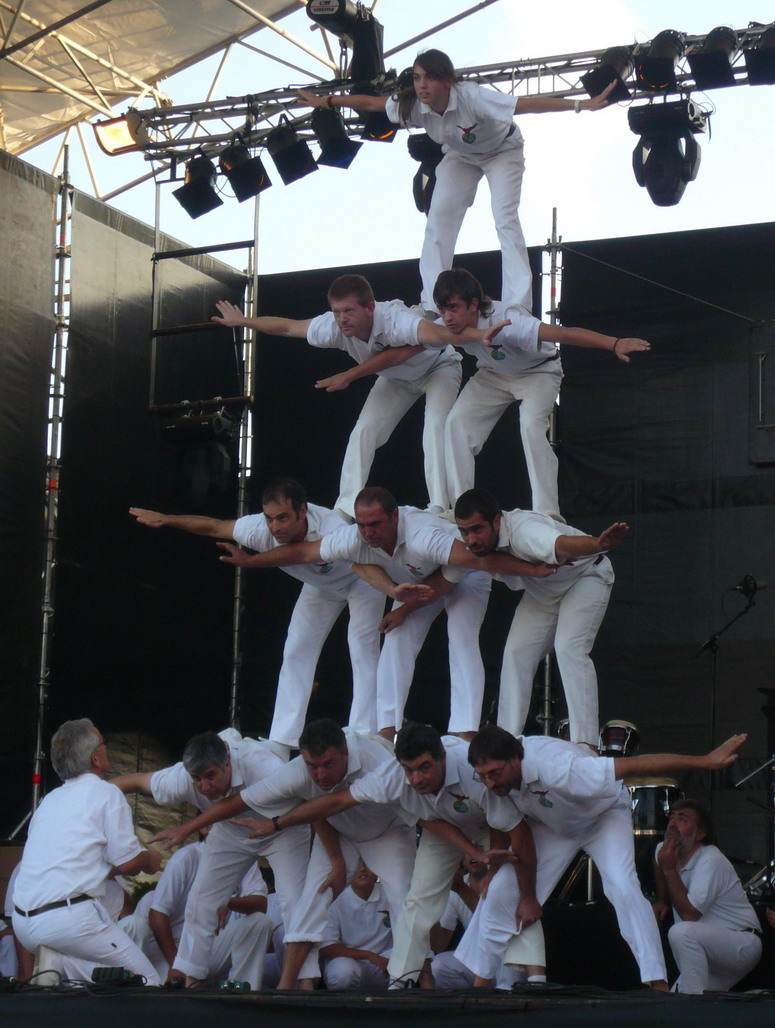
Vol de quatre des Falcons de Llorenç del Penedès aux fêtes patronales de Barcelone, en 2007.

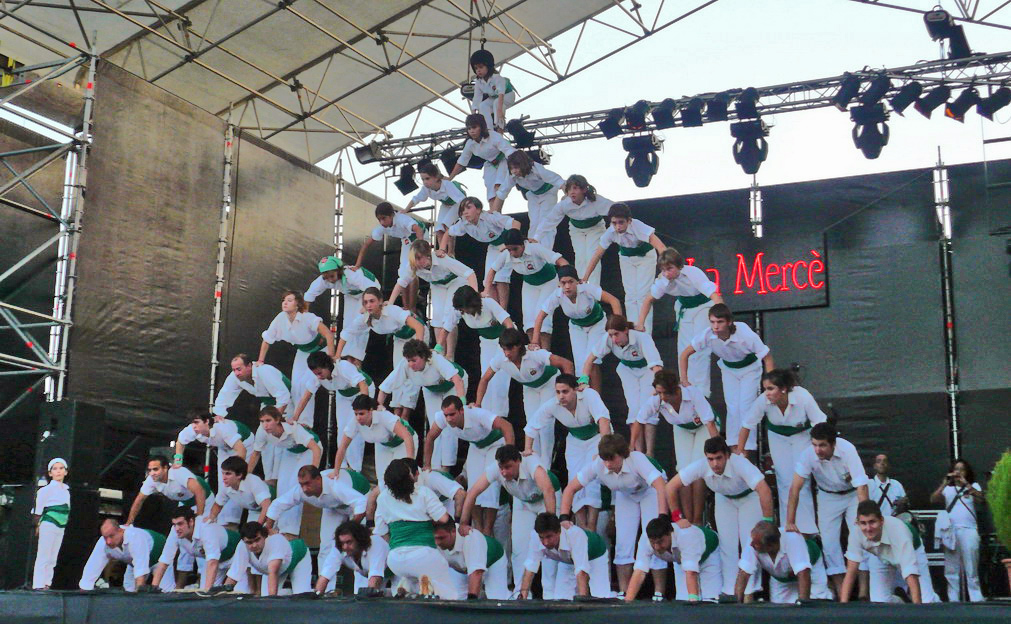
Escala, escalier, de neuf des Falcons de Vilafranca

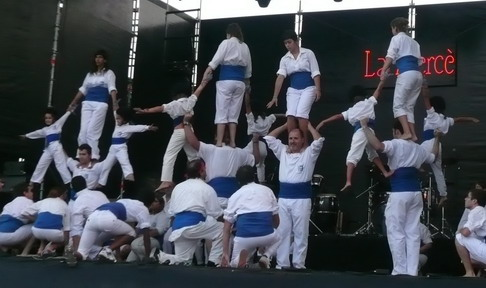
Molinets, moulinettes, des Falcons de Vilanova i la Geltrú. Ils ont sa faixa en couleur bleue.

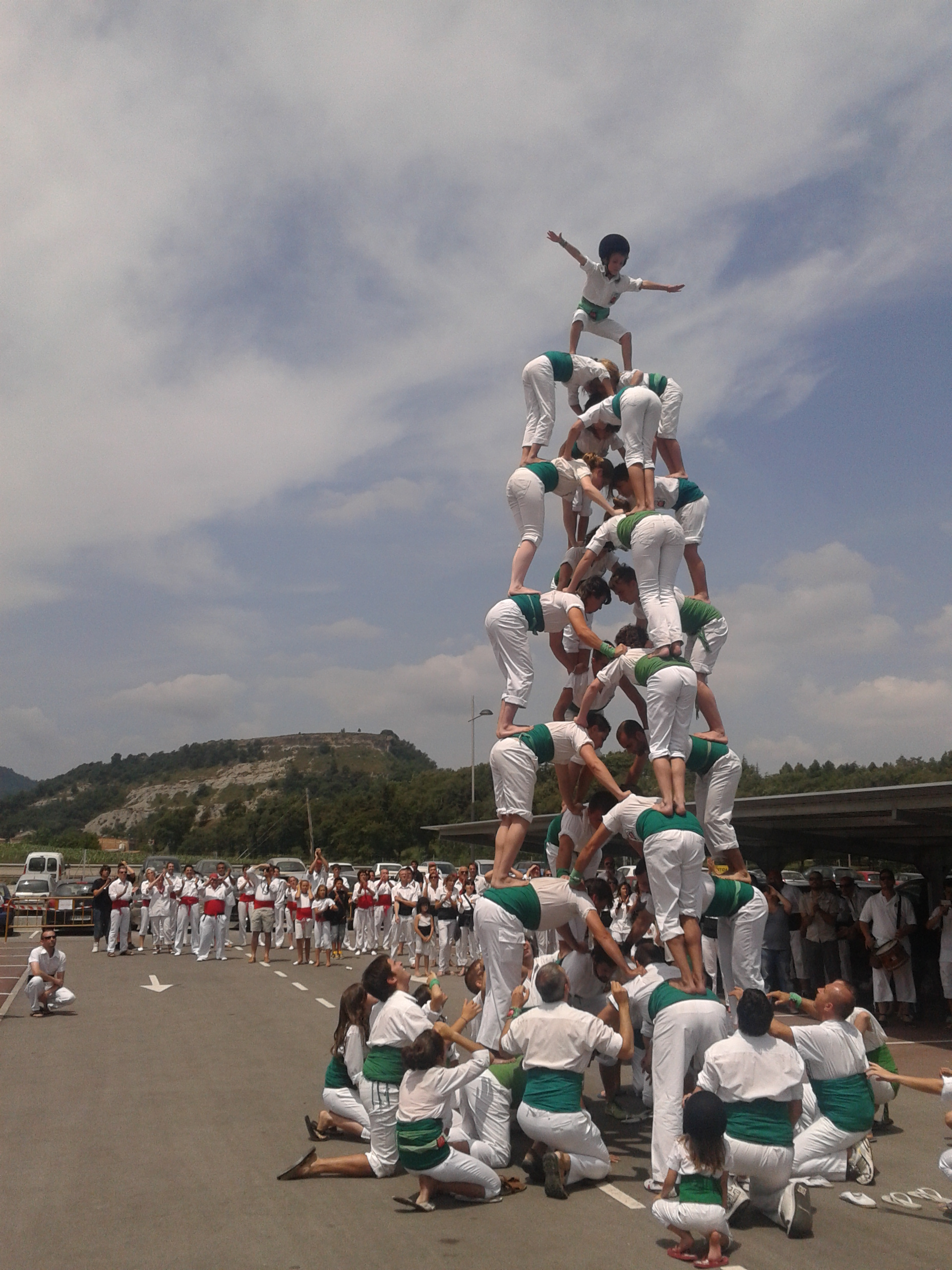
Figure de nom pila de taille 6x5. Les Falcons de Vilafranca ont la faixa en couleur vert

Les falcons sont une manifestation gymnastique-sportive catalane traditionnelle en Catalogne et particulièrement aux comarques du Penedès. Il s'agit d'une sorte d'animation qu'on peut voir aux fêtes populaires, et notamment aux fêtes patronales de villes ou de quartiers (Festa Major).
Les premières manifestations de falcons sont apparues au début du XXe siècle avec les sòkol tchèques. Les mots "sokol" en tchèque et "falcó" en catalan sont le même, faucon en français. Elles consistent en figures acrobatiques en forme de tours humaines qui parfois font penser aux castells catalans. Par rapport aux castells, les figures des falcons sont faites par colles (équipes) moins nombreuses, les figures ne sont donc pas aussi grandes mais elles cherchent un effet esthétique en formes très différentes entre elles ou en compositions de plusieurs petites figures exécutées au même temps, parfois (à différence des castells) mobiles, dont le dynamisme et la chorégraphie sont très importants.
Elles ont évolué légèrement depuis leur début, en s'adaptant au reste de l'entourage traditionnel des fêtes populaires catalanes. Par exemple, elles ont souvent le même répertoire musical que les castells, ou en tout cas elles sont accompagnées des mêmes instruments musicales (gralla, percussion de tambours). En particulier, elles ont été influencées par les castells, par exemple leur costume est devenu très similaire (chemise, faixa, pantalon blanc) sauf que pour les falcons la chemise est toujours blanche et ce qui change parmi les colles est la couleur de la faixa (ceinture). Certaines figures, en spécial les pilars (piliers), sont inspirées aussi en celles des castells.

## Castells i falcons
Les falcons et les castells ont un type de musique, traditionnelle catalane, similaire, voir la même, avec les mêmes instruments musicaux, la gralla, el flaviol, el timbal... L'"équipe" de falcons s'appelle également une colla, comme les colles castelleres et en général les colles de géants, nans, diables et d'autres manifestations culturelles populaires des Pays catalans. Il existe aussi un entraineur chef appelé cap de colla. Les falcons et les castellers ont une chemise, des pantalons et une faixa, un écharpe fortement lié autour de la taille. Les uns et les autres font des piliers ou colonnes de personnes, des éventails et des tours humaines. Il y a des enfants et des adultes.
Les castells font des castells très definies selon des descriptions précises et normes tandis que les compositions del falcons sont plus eclectiques. Les falcons font certaines figures que les castellers ne font pas, comme les escales, les avets, les vols et les molinets. Les falcons font des figures plus variées et diverses, plus rapidement et avec un autre style. En beaucoup des constructions des falcons il n'y a pas la pinya - les gens en bas qui tiennent les autres et qui sont là pour protéger en cas de chute- caractéristique des castells. Les enxenetes font une "salutation" différente: aux castells ils font l'aleta, saluent avec une main, tandis qu'aux falcons ils ouvrent les deux bras comme les ailes d'un oiseau. Les castellers sont toujours en pantalon blanc, faixa en noir et chaque colla a une couleur de chemise différente tandis que les falcons ont tous les pantalons et la chemise en blanc, et c'est la faixa qui a une couleur différente à chaque colla.

## Colles
Il existe actuellement neuf colles falconeres en Catalogne, dont une en France :
- Falcons de Llorenç del Penedès (fondés en 1942) : les seuls à se produire sans faixa (ceinture) et avec des chaussures de gymnastique.
- Falcons de Vilafranca del Penedès (1959)
- Falcons del País del Cava (1992)
- Falcons de Piera (1997)
- Falcons de Vilanova i la Geltrú (1998)
- Falcons de Barcelona (2003)
- Falcons de Castellcir (2004)
- Falcons de Malla (2009)
- Falcons del Riberal (2009)